# Кузнєцова Наталія Семенівна
Ната́лія Семе́нівна Кузнєцо́ва (* 4 квітня 1954, Дніпродзержинськ) — працівник вищої школи, український правознавець, доктор юридичних наук — 1993, професор — 1997, академік Академії правових наук України — 2000, почесний працівник народної освіти, 2007 — заслужений діяч науки і техніки. Почесний доктор Національної академії наук України — 2009, нагороджена Премією імені Ярослава Мудрого — 2011.

## Життєпис
Член НАЗЯВО з 27 липня 2016 року
Походить із сім'ї службовців; 1978 року закінчила Київський університет ім. Т. Шевченка, юридичний факультет. На формування її як спеціаліста справили вплив Геннадій та Юрій Матвєєви.
Працювала претензіоністом, юрисконсультом, з 1984 року — викладач Київського університету.
1997 — член Міжнародної асоціації юристів (International Bar Association).
Її наукові дослідження стосуються цивільного, підприємницького та міжнародного права. Є авторкою більше 110 наукових праць та 5 підручників.
1996 року брала участь у підготовці проекту Цивільного кодексу України, згодом — у підготовці Закону України «Про акціонерні товариства», пакету законів про приватизацію.
Академік-секретар відділення цивільно-правових наук Національної академії правових наук, з 1993 — завідувачка катедри цивільного права Київського національного університету ім. Т. Шевченка. Віце-президент юридичної фірми «Салком», у 2010 припинила партнерство, віддавши перевагу викладацькій праці. Входить до складу консультативно-експертної ради Державної комісії з цінних паперів та фондового ринку, Науково-консультативної ради при Верховному Суді України, заступник голови Науково-консультативної ради Вищого господарського суду України.
З 2012 року — в складі Конституційної асамблеї.
Очолює Спеціалізовану Вчену раду по захисту докторських дисертацій Київського університету ім. Шевченка, член Спеціалізованої Вченої ради по захисту докторських дисертацій Національного юридичного університету імені Ярослава Мудрого, науково-дослідного інституту інтелектуальної власності.
Член Акредитаційної комісії України.
Входить до складу редакційних колегій журналів «Вісник Верховного Суду України», «Вісник господарського судочинства», «Інтелектуальний капітал», «Підприємництво, господарство і право», «Право України».
Як педагог підготувала 6 докторів та понад 20 кандидатів наук.
Серед робіт:
- «Відповідальність сторін за невиконання та неналежне виконання договору підряду на капітальне будівництво» — 1985, кандидатська робота,
- «Проблеми правового реґулювання підрядних договірних відносин в інвестиційній діяльності в будівництві», 1993,
- «Підрядні договори в інвестиційній діяльності у будівництві», 1993,
- «Реформа цивільного права в Україні. Проект Цивільного кодексу України», 1996, стаття, співавтор,
- «Ринок цінних паперів в Україні: правові основи формування та функціонування», 1998, у співавторстві,
- «Зобов'язальне право», 1998, у співавторстві,
- «Цивільне право України: у 2-х книгах», 1999, 2005, співавтор та науковий редактор,
- «Право власності», 2000, співавтор,
- «Кодифікація приватного (цивільного) права», 2000, співавтор,
- «Цивільний кодекс України: науково-практичний коментар», 2004, співавтор,
- «Коментар до Цивільного кодексу України, том 2», 2005, співавтор,
- «Цивільний кодекс України: постатейний коментар: У 2 ч. Ч. 1», 2005, співавтор,
- «Цивільний кодекс України: постатейний коментар: У 2 ч. Ч. 2», 2006, співавтор,
- цикл наукових праць «Правова система України: історія, стан та перспективи», співавтори — Битяк Юрій Прокопович, Воронова Лідія Костянтинівна, Гетьман Анатолій Павлович, Голіна Володимир Васильович, Грошевой Юрій Михайлович, Комаров Вячеслав Васильович, Оніщенко Наталія Миколаївна, Петришин Олександр Віталійович, Погрібний Олексій Олексійович.

## Нагороди
- Орден княгині Ольги І ступеня (23 серпня 2021) — за значний особистий внесок у державне будівництво, зміцнення обороноздатності, соціально-економічний, науково-технічний, культурно-освітній розвиток Української держави, вагомі трудові досягнення, багаторічну сумлінну працю та з нагоди 30-ї річниці незалежності України[3]
- Орден «За заслуги» III ступеня (2009)
- Почесне звання «Заслужений діяч науки і техніки України» (2007)
- Державна премія України в галузі науки і техніки (2012)